# Policia Federal d'Alemanya
La Policia Federal (en alemany: Bundespolizei, abreujat BPOL) és la principal força de policial d'Alemanya i depèn del Ministeri Federal de l'Interior (Bundesministerium des Innern). Les policies ordinàries resta sota l'administració dels estats individuals alemanys (Bundesländer) i són conegudes com les Landespolizei. La Bundespolizei era, anteriorment, coneguda com la Bundesgrenzschutz (BGS, traduït com "Guàrdia Fronterera Federal") fins l'1 de juliol de 2005, quan fou decretada la llei que reanomena la BGS com la BPOL. Abans de 1994 els membres de la BPOL tenien caràcter militar.

## Història
L'any 1951 el govern alemany va establir una Força de Protecció Fronterera Federal, (Bundesgrenzschutz o BGS) que estava formada per 10.000 homes sota la jurisdicció del Ministeri de l'Interior Federal. El BGS fou definit com una policia mòbil, lleugerament armada per a la seguretat fronterera i interna, malgrat les pors al fet que això fos el nucli d'un nou exèrcit d'Alemanya Occidental. Irònicament, quan Alemanya Occidental va aixecar realment un exèrcit, al personal del BGS se li va donar l'opció de restar en el BGS o d'unir-se a l'exèrcit. La majoria decidí afiliar-se a l'exèrcit.
Dos anys més tard, el 1953, el BGS va agafar el control del Servei alemany de Control de Passaports. L'any 1976, els graus de policia estatals substituïren l'estructura d'origen militar i la formació del BGS va ser modificada per adjuntar-la amb les policies estatals (Landespolizei). La Policia de Ferrocarrils d'Alemanya Occidental (Bahnpolizei), abans una força independent, i la Transportpolizei de l'Alemanya oriental (RDA) va ser reestructurada sota el BGS l'any 1990. El juliol de 2005 el BGS canvià de nom a Bundespolizei o BPOL (Policia Federal) per reflectir la seva transició a una agència de policia amb múltiples competències. El canvi també va implicar la substitució dels uniformes per blaus i pintura per a vehicles i helicòpters.

## Missions

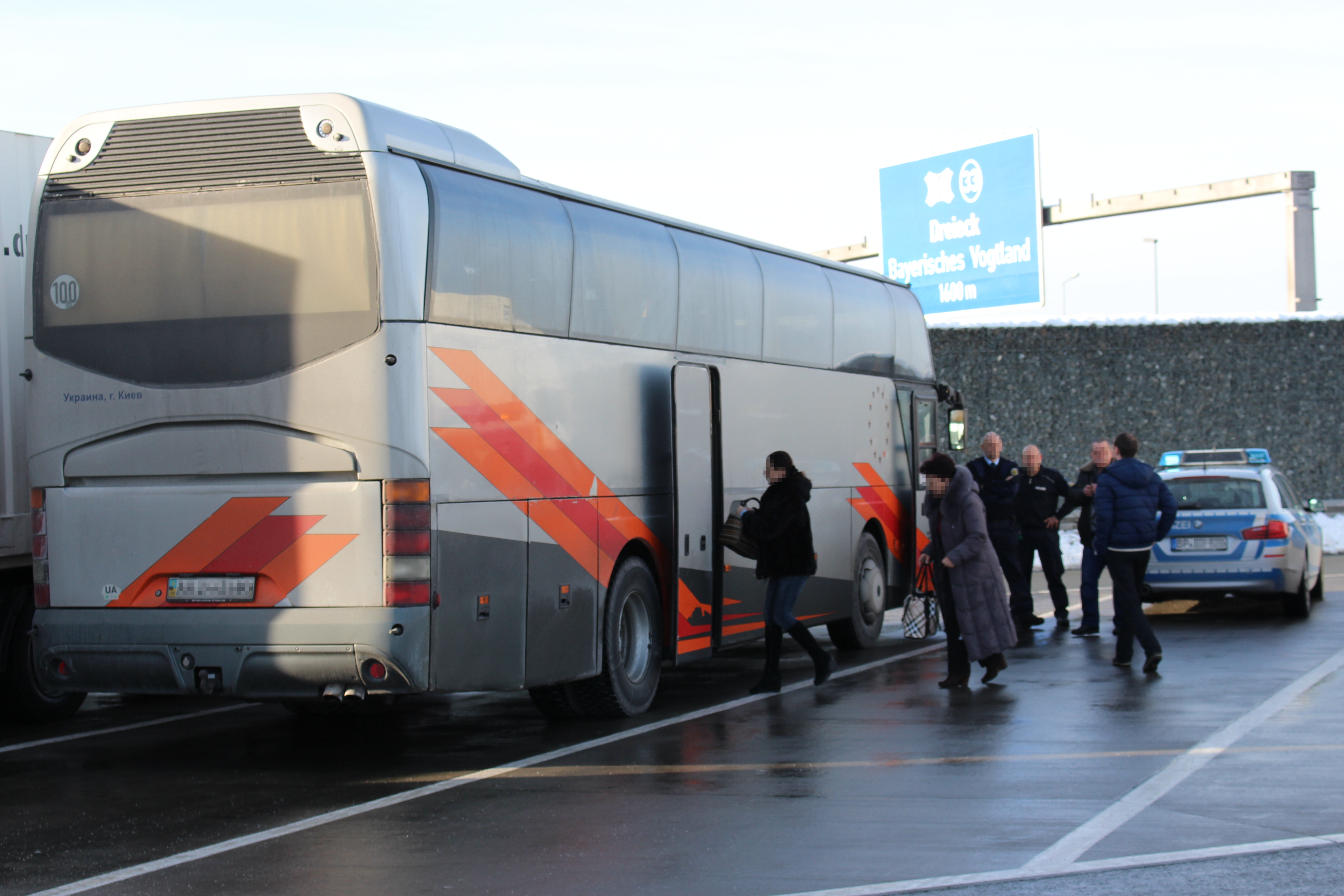
Policia Federal: Seguretat fronterera contra el contraban de drogues.

- Seguretat fronterera, (Grenzpolizei o Grepo) per incloure control de passaports i la provisió de serveis de guardacostes al llarg de les costes de 2.389 quilòmetres d'Alemanya.[1]
- Protecció d'edificis federals i ambaixades estrangeres a la capital federal (Berlín) i l'antiga capital Federal (fins a l'octubre de 1990) Bonn; també protegeixen els dos tribunals alemanys més alts: el Tribunal Constitucional Federal d'Alemanya (Bundesverfassungsgericht) i la Cort Suprema Federal d'Alemanya (Bundesgerichtshof) a Karlsruhe.
- Proveir de força de resposta mòbil al govern federal davant esdeveniments de seguretat interns.
- Proporcionar seguretat de transport en aeroports internacionals i en els ferrocarrils alemanys.
- Proporcionar forces antiterroristes (GSG 9).
- Proporcionar mariscals de l'aire (o cel).
- Suport a missions de policia internacionals per a les Nacions Unides i la Unió Europea a Kosovo, Sudan, Libèria, Afganistan, Gaza, Moldàvia i Geòrgia.
- Conseller de documents per a línies aèries al voltant del món.
- Seguretat interior per a ambaixades alemanyes a diversos països.

Aquesta és una de les diferents organitzacions civils que proporcionen servei de rescat en helicòpter.

## Reputació

En general, la BPOL té una reputació positiva entre els ciutadans alemanys. És percebuda com una font de seguretat i com una organització ben entrenada, professional. El fet que la Bundespolizei no realitzi tasques de policia normals com la imposició de multes per excés de velocitat, podria contribuir a aquesta percepció. La seva unitat antiterrorista, GSG 9, és coneguda.
No obstant, les manifestacions polítiques que van esdevenir en xocs violents amb la policia (policia estatal i federal) durant reunions en el passat, amb la major probabilitat es veuen d'una forma diferent.

## Fortalesa
La Bundespolizei està formada per uns 40.000 efectius:
- 30.000 són policies totalment entrenats.
- 21.000 proporcionen seguretat en fronteres, ferrocarrils i aviació.
- 6.000 serveixen en la Policia d'Alerta.
- 3.000 serveixen en unitats especials com la Central per a Comunicacions i Informació, el GSG9 i l'Ala d'Aviació.
- 10.000 personal de suport (desarmat) civil assalariat.
- 6.800 funcionaris que realitzen serveis administratius i de suport.
- 2.000 inspectors d'Immigració que realitzen el deure operacional maniobrant la protecció fronterera i assumptes d'immigració i controls de passatgers de vol.

5 Ordres Regionals
- Nord - Bad Bramstedt
- Aquest - Berlín
- Central - Fuldatal
- Sud - Múnic

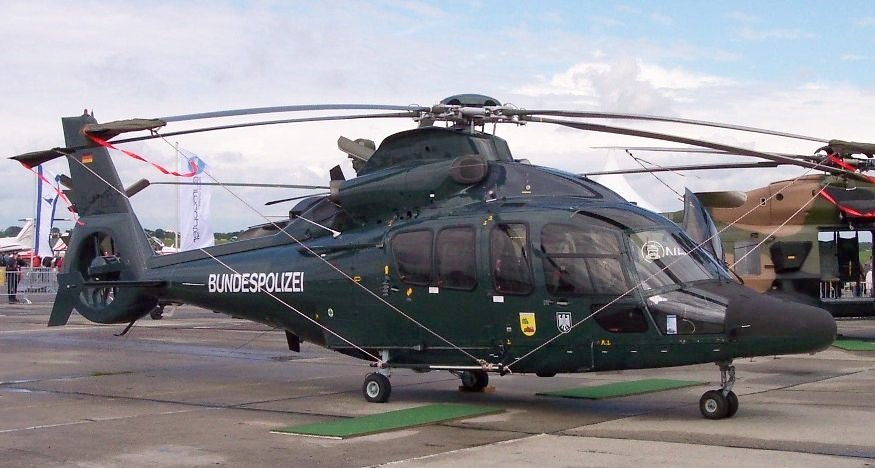
Eurocopter EC 155

- Oest - Sankt Augustin (prop de Bonn)

128 Cossos d'inspectors.
- 82 Cossos d'inspectors Regionals.
- 19 Cossos d'inspectors d'Aeroport.
- 18 Cossos d'inspectors d'Investigació Criminal.
- 5 Cossos d'inspectors de Protecció.
- 3 Cossos policials d'inspectors d'Aigües amb 40 patrulles i helicòpters.
- 1 Cos d'inspectors d'Operacions Especials.

També existeixen les unitats especials següents:
- BPOL Servei de Vol - opera amb helicòpters.
- GSG9 - Grup Antiterrorista.
- Informació de BPOL i Centre de Comunicacions.
- 11 Unitats Mòbils - classificada com a companyia, situades en casernes.